# Temelucha picticollis
Temelucha picticollis là một loài tò vò trong họ Ichneumonidae.